# Liste der Monuments historiques in Bourg-Sainte-Marie
Die Liste der Monuments historiques in Bourg-Sainte-Marie führt die Monuments historiques in der französischen Gemeinde Bourg-Sainte-Marie auf.

## Liste der Immobilien
| Bezeichnung                      | Beschreibung            | Standort                   | Kennzeichnung | Schutzstatus | Datum | Bild |
| -------------------------------- | ----------------------- | -------------------------- | ------------- | ------------ | ----- | ---- |
| Kirche Notre-Dame-de-la-Nativité | aus dem 12. Jahrhundert | Place de la Liberté (Lage) | PA00078960    | Inscrit      | 1987  |      |

## Liste der Objekte
| Bezeichnung                 | Beschreibung                          | Standort                                       | Kennzeichnung | Schutzstatus | Datum | Bild |
| --------------------------- | ------------------------------------- | ---------------------------------------------- | ------------- | ------------ | ----- | ---- |
| Gemälde Anbetung der Könige | Ölfarbe auf Leinwand, 17. Jahrhundert | in der Kirche Notre-Dame-de-la-Nativité (Lage) | PM52000143    | Classé       | 1985  |      |
| Taufbecken                  | Kalkstein, 16. Jahrhundert            | in der Kirche Notre-Dame-de-la-Nativité (Lage) | PM52000142    | Classé       | 1973  |      |